# 東營盤
東營盤是香港港島一個可能曾經存在過的地名，位置已不可考。一說在銅鑼灣至天后廟一帶；一說在北角七姊妹一帶，甚至可能只是西營盤以東一些臨時營寨，並無確實位置的地方。東營盤曾與西營盤被穿鑿附會與張保仔有關。

## 外部連結
- 東營盤相關源考 （页面存档备份，存于）